# Keith Greene
Keith Greene   (Leytonstone, 5 de gener de 1938 - 8 de març de 2021) va ser un pilot de curses automobilístiques britànic que va arribar a disputar curses de Fórmula 1.

## A la F1
Va debutar a la cinquena cursa de la temporada 1959 (la desena temporada de la història) del campionat del món de la Fórmula 1, disputant el 18 de juliol del 1959 el GP de la Gran Bretanya al Circuit d'Aintree.
Keith Greene va participar en cinc proves puntuables pel campionat de la F1, disputades en quatre temporades diferents (1959 - 1962), aconseguint un quinzè lloc com a millor classificació i no assolí cap punt pel campionat del món de pilots.

## Resultats a la Fórmula 1
| Any  | Equip             | Xassís | Motor    | 1   | 2   | 3   | 4   | 5       | 6       | 7       | 8   | 9   | 10  | Posició | Punts |
| ---- | ----------------- | ------ | -------- | --- | --- | --- | --- | ------- | ------- | ------- | --- | --- | --- | ------- | ----- |
| 1959 | Gilby Engineering | Cooper | Climax   | MON | 500 | HOL | FRA | GBR NVQ | ALE     | POR     | ITA | USA |     | -       | 0     |
| 1960 | Gilby Engineering | Cooper | Maserati | ARG | MON | 500 | HOL | BEL     | FRA     | GBR Ret | POR | ITA | USA | -       | 0     |
| 1961 | Gilby Engineering | Gilby  | Climax   | MON | HOL | BEL | FRA | GBR 15  | ALE     | ITA     | USA |     |     | -       | 0     |
| 1962 | Gilby Engineering | Gilby  | BRM      | HOL | MON | BEL | FRA | GBR     | ALE Ret | ITA NVQ | USA | SUD |     | -       | 0     |

### Resum
| Curses: | Victòries: | Pòdiums: | Poles: | Voltes ràpides: | Punts: |
| ------- | ---------- | -------- | ------ | --------------- | ------ |
| 5       | 0          | 0        | 0      | 0               | 0      |